# Kazys Giedrys

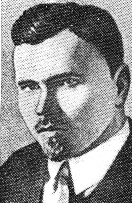

Kazys Giedrys (ur. 15 marca 1891 w Rakiszkach, zm. 27 grudnia 1926 w Kownie) – litewski działacz komunistyczny. 

## Życiorys
Uczestnik rewolucji październikowej, w czasie której organizował w Petersburgu oddział litewski do walki z wojskami gen. Krasnowa. Od 1918 stał na czele litewskiej sekcji SDPRR, uczestniczył w I i II kongresie Kominternu. Od września 1919 do początku 1920 tworzył komórki partyjne na terenie zajętej przez wojska polskie Litwy i Białorusi, wrócił do Moskwy w marcu 1921. W październiku 1923 ponownie wyjechał na Litwę i podjął tworzenie nielegalnej Komunistycznej Partii Litwy. W latach 1924–1926 przebywał z tego powodu w więzieniu, po wyjściu ponownie zajął się działalnością partyjną. Po zamachu stanu w grudniu 1926 został aresztowany i oskarżony o przygotowywanie powstania komunistycznego razem z Juozasem Greifenbergerisem, Karolisem Požėlą i Rapolasem Čarnasem w VI forcie twierdzy kowieńskiej. 
Do 1974 pamięć Giedrysa w Kownie utrwalał pomnik Czterej komuniści, poświęcony straconym 27 grudnia. Po upadku ZSRR znalazł się on na wystawie plenerowej w parku Grūtas.